# 段吉安
段吉安，中南大学机电工程学院院长，高性能复杂制造国家重点实验室主任，中国教育部长江学者特聘教授，长期从事光电子器件耦合焊接制造技术、超快激光制造技术等方面的研究。段吉安还担任中国教育部第七届科技委学部委员，国务院学位委员会机械学科评议组成员。中国机械工程学会微纳米技术分会委员。